# Azizulhasni Awang
Mohd Azizulhasni bin Awang (* 5. ledna 1988 Dungun) je malajsijský reprezentant v dráhové cyklistice. Studuje Viktorijskou univerzitu v Austrálii, závodí za tým Bike Technologies Australia. Byl vlajkonošem malajsijské výpravy na OH 2008.
Na LOH 2008 skončil osmý ve sprintu a desátý v keirinu, na LOH 2012 byl osmý ve sprintu a šestý v keirinu a na LOH 2016 vybojoval historicky první cyklistickou medaili pro svou zemi, když skončil v keirinu na třetím místě. Na LOH 2020 v Tokiu získal v keirinu stříbro.
Je také mistrem světa z Hongkongu 2017 v keirinu, na MS získal i dvě stříbrné medaile (2009 ve sprintu a 2010 v keirinu) a dvě bronzové medaile (2015 a 2016 v keirinu). Vyhrál Asijské hry 2010 a na Hrách Commonwealthu byl druhý v roce 2010 ve sprintu družstev a v roce 2014 v keirinu. Je vítězem Her jihovýchodní Asie 2007 v týmovém sprintu a osminásobným mistrem Asie, vyhrál pět závodů Světového poháru v dráhové cyklistice.